# Етно парк „Авлија”
Етно парк „Авлија” се налази у Глушцима, насељеном месту у општини Богатић, у Мачви. Са 2007. годином се започело са формирањем аутетичне целине једног старог домаћинства.
Етно село се састоји од више објеката традиционалне градње, који нас враћа у живот српског села пре два века, налази се етно ресторан „Крчма Лазарева”, стална музејска поставка, конак за госте, базен за децу, падок са коњима, фијакери, чезе, таљиге...
У првом делу дворишта-авлије, налазе се два амбара који су потпуно сређени и у којима су постављени експонати. Разбоји, вериге, колевка, преслице, ћупови, ћилими, старе пегле, пећи, креденци, слике са сеоским мотивима и још пуно тога што вреди видети.
Испод надстрешице, налазе се експонати из 19. века, који се и данас употребљавају. Фијакер, оригиналан, бечки, у којем је вожња посебно задовољство, као и санке направљене тридесетих година прошлог века.